# Вашукевич, Юрий Евгеньевич
Юрий Евгеньевич Вашукевич — кандидат экономических наук, доцент, ректор Иркутского государственного аграрного университета имени А. А. Ежевского.

## Биография
Вашукевич Юрий Евгеньевич родился в 20 июня 1966 года в г. Белая Церковь, Киевской области.
В 1988 году Юрий Евгеньевич закончил факультет охотоведения Иркутского сельскохозяйственного института, получив специальность биолог-охотовед.
После окончания университета, в 1988 Вашукевич остался работать ассистентом в Иркутском сельскохозяйственном институте.
В 2003 году Вашукевич защитил диссертацию на соискание ученой степени кандидат экономических наук (ВАК РФ 08.00.05) на тему: Организационно-экономические основы становления и развития охотничьего туризма в России.
В 2005 году Юрий Евгеньевич был назначен заведующим кафедрой экономики и организации охотничьего хозяйства, где проработал до 2016 года.
В 2007 году Вашукевичу Ю. Е. было присвоено ученое звание «доцент».
В апреле 2007 года Вашукевич был назначен на пост ректора Иркутского государственного аграрного университета имени А. А. Ежевского, где и проработал до августа 2011 года.
С 7 ноября 2016 по 10 апреля 2018 Юрий Евгеньевич Вашукевич временно исполнял обязанности ректора.
С 11 апреля 2018 года приказом Министерства сельского хозяйства РФ Вашукевич Ю. Е. вновь приступил к обязанностям ректора Иркутского ГАУ.